# Singapore op de Olympische Zomerspelen 2004
Singapore nam deel aan de Olympische Zomerspelen 2004 in Athene, Griekenland. Geen van de zestien deelnemers won een medaille.

## Deelnemers en resultaten

### Atletiek
| Olympiër      | Discipline      | Resultaat | Prestatie                             |
| ------------- | --------------- | --------- | ------------------------------------- |
| Poh Seng Song | 100m (m)        | 62e       | serie 1: 7de in 10,75                 |
|               |                 |           |                                       |
| Zhang Guirong | kogelstoten (v) | 24e       | kwalificatie groep A: 12de met 16,58m |

### Badminton
| Olympiër      | Discipline    | Resultaat | Prestatie |
| ------------- | ------------- | --------- | --- |
| Ronald Susilo | enkelspel (m) | 5e        | 1ste ronde: W van CHN Lin: 2-0 (15-12, 15-10) 2de ronde: W van GER Joppien: 2-0 (15-11, 15-6) kwartfinale: V van THA Ponsana: 0-2 (10-15, 1-15) |
|               |               |           | |
| Jiang Yanmei  | enkelspel (v) | 5e        | 1ste ronde: V van NED Yao: 0-2 (9-11, 4-11) |
| Li Li         | enkelspel (v) | 9e        | 1ste ronde: V van CHN Gong: 0-2 (9-11, 4-11) |

### Schietsport
| Olympiër     | Discipline | Resultaat | Prestatie                                           |
| ------------ | ---------- | --------- | --------------------------------------------------- |
| Lee Wung Yew | trap (m)   | 37e       | kwalificatie: 21ste met 115 punten (24-25-23-21-22) |

### Tafeltennis
| Olympiër                    | Discipline     | Resultaat | Prestatie |
| --------------------------- | -------------- | --------- | --- |
| Jing Junhong                | enkelspel (v)  | 17e       | 1ste ronde: vrij 2de ronde: W van SCG Erdelji: 4-2 (11-3, 11-8, 10-12, 11-4, 4-11, 11-6) 3de ronde: V van KOR Kim: 2-4 (11-7, 8-11, 11-6, 5-11, 4-11, 9-11) |
| Li Jiawei                   | enkelspel (v)  | 4e        | 1ste ronde: vrij 2de ronde: vrij 3de ronde: W van CAN Cada: 4-0 (11-4, 11-6, 11-7, 11-8) 4de ronde: W van JPN Umemura: 4-2 (14-12, 13-11, 8-11, 15-13, 9-11, 11-7) kwartfinale: W van CHN Wang: 4-1 (11-7, 11-7, 11-13, 11-9, 11-8) halve finale: V van PRK Kim: 3-4 (11-8, 6-11, 11-0, 11-8, 8-11, 6-11, 8-11) bronzen finale: V van KOR Kim: 1-4 (11-9, 8-11, 7-11, 5-11, 8-11) |
| Zhang Xueling               | enkelspel (v)  | 5e        | 1ste ronde: vrij 2de ronde: W van USA Fazlić: 4-1 (11-7, 11-7, 8-11, 11-7, 11-5) 3de ronde: W van KOR Lee: 4-1 (11-5, 11-7, 11-9, 9-11, 11-6) 4de ronde: W van JPN Fujinuma: 4-2 (11-7, 11-8, 6-11, 11-7, 9-11, 11-9) kwartfinale: V van PRK Kim: 2-4 (7-11, 4-11, 11-9, 8-11, 11-8, 10-12)                                                                                       |
| Jing Junhong Li Jiawei      | dubbelspel (v) | 9e        | 1ste ronde: vrij 2de ronde: vrij 3de ronde: vrij 4de ronde: V van KOR Kim/Kim: 3-4 (11-9, 5-11, 10-12, 11-8, 11-9, 8-11, 8-11) |
| Tan Paey Fern Zhang Xueling | dubbelspel (v) | 9e        | 1ste ronde: vrij 2de ronde: W van USA Ping/Reed: 4-0 (11-8, 11-4, 11-5, 13-11) 3de ronde: W van ROU Steff/Zamfir: 4-1 (8-11, 11-6, 12-10, 11-9, 11-8) 4de ronde: V van KOR Lee/Seok: 0-4 (12-14, 7-11, 7-11, 8-11) |

### Zeilen
| Olympiër                | Discipline | Resultaat | Prestatie                                       |
| ----------------------- | ---------- | --------- | ----------------------------------------------- |
| Stanley Tan Kheng Siong | laser      | 37e       | 322 punten: (32-27-25-30-34-40-41-39-36-DSQ-18) |

### Zwemmen
| Olympiër         | Discipline           | Resultaat | Prestatie                |
| ---------------- | -------------------- | --------- | ------------------------ |
| Mark Chay        | 100m vrije slag (m)  | 56e       | serie 3: 8ste in 52,83   |
| Mark Chay        | 200m vrije slag (m)  | 51e       | serie 2: 5de in 1.54,70  |
| Gary Tan         | 200m wisselslag (m)  | 43e       | serie 3: 7de in 2.08,44  |
|                  |                      |           |                          |
| Nicolette Teo    | 100m schoolslag (v)  | 33e       | serie 3: 6de in 1.12,87  |
| Nicolette Teo    | 200m schoolslag (v)  | 30e       | serie 1: 3de in 2.38,17  |
| Joscelin Yeo     | 100m vlinderslag (v) | 27e       | serie 2: 4de in 1.00,81  |
| Christel Bouvron | 200m vlinderslag (v) | 32e       | serie 1: 8ste in 2.26,21 |
| Joscelin Yeo     | 200m wisselslag (v)  | 19e       | serie 4: 8ste in 2.18,61 |

Afghanistan · Albanië · Algerije · Amerikaanse Maagdeneilanden · Amerikaans-Samoa · Andorra · Angola · Antigua en Barbuda · Argentinië · Armenië · Aruba · Australië · Azerbeidzjan · Bahama's · Bahrein · Bangladesh · Barbados · België · Belize · Benin · Bermuda · Bhutan · Bolivia · Bosnië en Herzegovina · Botswana · Brazilië · Britse Maagdeneilanden · Brunei · Bulgarije · Burkina Faso · Burundi · Cambodja · Canada · Centraal-Afrikaanse Republiek · Chili · China · Chinees Taipei · Colombia · Comoren · Congo-Brazzaville · Congo-Kinshasa · Cookeilanden · Costa Rica · Cuba · Cyprus · Denemarken · Djibouti · Dominica · Dominicaanse Republiek · Duitsland · Ecuador · Egypte · El Salvador · Equatoriaal-Guinea · Eritrea · Estland · Ethiopië · Fiji · Filipijnen · Finland · Frankrijk · Gabon · Gambia · Georgië · Ghana · Grenada · Griekenland · Groot-Brittannië · Guam · Guatemala · Guinee · Guinee‑Bissau · Guyana · Haïti · Honduras · Hongarije · Hongkong · Ierland · IJsland · India · Indonesië · Irak · Iran · Israël · Italië · Ivoorkust · Jamaica · Japan · Jemen · Jordanië · Kaaimaneilanden · Kaapverdië · Kameroen · Kazachstan · Kenia · Kirgizië · Kiribati · Koeweit · Kroatië · Laos · Lesotho · Letland · Libanon · Liberia · Libië · Liechtenstein · Litouwen · Luxemburg · Macedonië · Madagaskar · Malawi · Malediven · Maleisië · Mali · Malta · Marokko · Mauritanië · Mauritius · Mexico · Micronesië · Moldavië · Monaco · Mongolië · Mozambique · Myanmar · Namibië · Nauru · Nederland · Nederlandse Antillen · Nepal · Nicaragua · Nieuw-Zeeland · Niger · Nigeria · Noord-Korea · Noorwegen · Oeganda · Oekraïne · Oezbekistan · Oman · Oostenrijk · Oost‑Timor · Pakistan · Palau · Palestina · Panama · Papoea-Nieuw-Guinea · Paraguay · Peru · Polen · Portugal · Puerto Rico · Qatar · Roemenië · Rusland · Rwanda · Saint Kitts en Nevis · Saint Lucia · Saint Vincent en Grenadines · Salomonseilanden · Samoa · San Marino · Sao Tomé en Principe · Saoedi-Arabië · Senegal · Servië en Montenegro · Seychellen · Sierra Leone · Singapore · Slovenië · Slowakije · Soedan · Somalië · Spanje · Sri Lanka · Suriname · Swaziland · Syrië · Tadzjikistan · Tanzania · Thailand · Togo · Tonga · Trinidad en Tobago · Tsjaad · Tsjechië · Tunesië · Turkije · Turkmenistan · Uruguay · Vanuatu · Venezuela · Verenigde Arabische Emiraten · Verenigde Staten · Vietnam · Wit-Rusland · Zambia · Zimbabwe · Zuid-Afrika · Zuid-Korea · Zweden · Zwitserland